# Temptation Island (ottava edizione)
La ottava edizione del reality show Temptation Island è andata in onda in prima serata su Canale 5 dal 2 al 30 luglio 2020 per sei puntate con la conduzione di Filippo Bisciglia. Dalla prima alla quarta puntata e andata in onda il giovedì sera mentre la puntata cinque e andate in onda il martedì e il sesto e ultimo appuntamento e andate in onda il giovedì in prima serata 
Le puntate sono state registrate presso l'Is Morus Relais. La sigla del programma è stata una versione ridotta della canzone Love the Way You Lie di Eminem e Rihanna. È stata la prima edizione della storia del programma con la presenza sia di coppie VIP che di coppie NIP insieme.

## Le coppie
Le coppie che partecipano sono:
     La coppia ha deciso di uscire insieme / La coppia è ancora insieme.
     La coppia ha deciso di uscire separati / La coppia si separa dopo il programma.
     La coppia è stata espulsa.
     Il fidanzato / la fidanzata richiede il falò di confronto immediato e anticipato
     La coppia partecipa al falò di confronto finale al termine dei 21 giorni.
| Coppia | Coppia                    | Relazione                   | Decisione al Falò di confronto | Dopo Temptation Island | Note    |
| n°     | Partecipanti              | Relazione                   | Decisione al Falò di confronto | Dopo Temptation Island | Note    |
| ------ | ------------------------- | --------------------------- | ------------------------------ | ---------------------- | ------- |
| 1      | Sofia Calesso             | fidanzati da 4 anni e mezzo | Insieme                        | Insieme                | [ N 1 ] |
| 1      | Alessandro Medici         | fidanzati da 4 anni e mezzo | Insieme                        | Insieme                | [ N 1 ] |
| 2      | Anna Boschetti            | fidanzati da 2 anni         | Insieme                        | Separati               | [ N 2 ] |
| 2      | Andrea Battistelli        | fidanzati da 2 anni         | Insieme                        | Separati               | [ N 2 ] |
| 3      | Annamaria Laino           | fidanzati da 2 anni e mezzo | Insieme                        | Insieme                | N.D.    |
| 3      | Antonio Martello          | fidanzati da 2 anni e mezzo | Insieme                        | Insieme                | N.D.    |
| 4      | Valeria Liberati          | fidanzati da 4 anni         | Separati                       | Insieme                | [ N 3 ] |
| 4      | Andrea “Ciavy” Maliokapis | fidanzati da 4 anni         | Separati                       | Insieme                | [ N 3 ] |
| 5      | Antonella Elia            | fidanzati da 1 anno         | Separati                       | Insieme                | [ N 4 ] |
| 5      | Pietro Delle Piane        | fidanzati da 1 anno         | Separati                       | Insieme                | [ N 4 ] |
| 6      | Manila Nazzaro            | fidanzati da 3 anni         | Insieme                        | Separati               | [ N 5 ] |
| 6      | Lorenzo Amoruso           | fidanzati da 3 anni         | Insieme                        | Separati               | [ N 5 ] |

## Tentatrici
L'età delle tentatrici si riferisce al momento dell'arrivo sull'isola delle tentazioni. Le tentatrici che hanno partecipato a questa edizione sono 11:
| Tentatrice              | Età     | Professione                     | Nazionalità     |
| ----------------------- | ------- | ------------------------------- | --------------- |
| Alessia Cascella        | 25 anni | Modella                         | Italia          |
| Angelica Montali        | 24 anni | Modella, personal trainer       | Italia          |
| Beatrice De Masi        | 27 anni | Assistente in uno studio medico | Italia          |
| Benedetta Mottola       | 21 anni | Modella                         | Italia          |
| Federica Bianca Concavo | 27 anni | Modella                         | Italia          |
| Federica Mallus         | 32 anni | Modella                         | Italia          |
| Francesca Antonelli     | 20 anni | Ragazza immagine                | Italia          |
| Ilaria Gallozzi         | 28 anni | Organizzatrice di eventi        | Italia          |
| Maria Luisa Jacobelli   | 28 anni | Giornalista sportiva, modella   | Italia          |
| Simona Pappalardo       | 22 anni | Studentessa                     | Italia          |
| Pavlina Holubova        | 33 anni | Modella, attrice                | Repubblica Ceca |

## Tentatori
L'età dei tentatori si riferisce al momento dell'arrivo sull'isola delle tentazioni. I tentatori che hanno partecipato a questa edizione sono 11:
| Tentatore            | Età     | Professione                                                        | Nazionalità |
| -------------------- | ------- | ------------------------------------------------------------------ | ----------- |
| Alberto Cafarchia    | 29 anni | Modello                                                            | Italia      |
| Alessandro Basciano  | 30 anni | Imprenditore                                                       | Italia      |
| Alessandro Ubaldi    | 36 anni | Ex pallavolista, organizzatore di convention aziendali e congressi | Italia      |
| Alessandro Usai      | 26 anni | Impiegato                                                          | Italia      |
| Beyba Bohdan         | 26 anni | Geometra, atleta MMA                                               | Ucraina     |
| Davide Lo Russo      | 24 anni | Bartender                                                          | Italia      |
| Francesco Cottarelli | 23 anni | Pallavolista                                                       | Italia      |
| Francesco Muzzi      | 28 anni | Musicista                                                          | Italia      |
| Giuseppe Salomone    | 31 anni | Calciatore                                                         | Belgio      |
| Marco Guercio        | 28 anni | Hair stylist                                                       | Italia      |
| Simone Garato        | 39 anni | Cantautore, responsabile commerciale                               | Italia      |
| Carlo Siano          | 24 anni | Pugile, campione d'Italia kickboxing                               | Italia      |

## Ascolti
| Puntata | Messa in onda  | Telespettatori | Share  | Fonte |
| ------- | -------------- | -------------- | ------ | ----- |
| 1       | 2 luglio 2020  | 3 698 000      | 21,63% | [ 1 ] |
| 2       | 9 luglio 2020  | 3 550 000      | 21,28% | [ 2 ] |
| 3       | 16 luglio 2020 | 3 720 000      | 22,58% | [ 3 ] |
| 4       | 23 luglio 2020 | 3 727 000      | 23,73% | [ 4 ] |
| 5       | 28 luglio 2020 | 3 711 000      | 23,98% | [ 5 ] |
| 6       | 30 luglio 2020 | 4 029 000      | 28,00% | [ 6 ] |
| Media   | Media          | 3 739 000      | 23,53% |       |